# Крючков, Андрей Петрович
Крючков Андрей Петрович (род. 8 сентября 1958 года) — поэт, прозаик, драматург, композитор, актёр. Заслуженный работник культуры РФ, лауреат премии Центрального федерального округа в области литературы и искусства, лауреат XIV Артиады народов России, лауреат I премии им. С. А. Есенина «Русь моя», член Союза писателей России.

## Биография
Родился в г. Завитинске Амурской области в семье военнослужащего. Учился в школе № 30, в городе Благовещенск-на-Амуре. Учился в музыкальной школе по классу фортепиано.
В 1969 году родители Андрея — Петр Иванович и Тамара Васильевна Крючковы, вместе с детьми переехали в г. Невинномысск Ставропольского края, где Андрей продолжил учёбу сначала в железнодорожной школе № 5, а потом в школе № 12, которую закончил в 1975 году.
С 1975 по 1981 год учился в Свердловском театральном училище (курс заслуженного артиста АзССР Е. Н. Агурова), откуда в 1977 году пошел в армию. В 1982 году был актёром республиканского театра драмы МАССР в г. Саранске. Публиковался в газетах и альманахах, в 1982 году стал лауреатом премии МВД МАССР.
В 1983 году переехал в Рязань. В 1983 году состоялась постановка первой пьесы А. Крючкова «Сказка старого леса» в Рязанском театре кукол, а в 1984 году в ТЮЗе была поставлена пьеса «Наш милый птенчик». Работал актёром Рязанского театра для детей и юношества на Соборной, позднее — главным редактором в издательстве «ИНТЭП-ДОК», редактором в издательстве «Пресса», консультантом по вопросам культуры и искусства академии ФСИН России.
Учился в Литературном институте им. А. М. Горького с 1984 по 1990 годы на отделении драматургии. Первый сборник стихов «Притча о жизни» вышел в 2003 году. Андрей Петрович — автор десяти пьес, которые ставились в разных театрах СССР и России, четырнадцати поэтических книг, сборников песен и романсов «Сердца сокровенный уголок», "Мелодия слов", романа «Крутьков род».

### Награды
Имеет награды: Почетный знак "За заслуги перед Рязанской областью", юбилейные медали «70 лет Рязанской области», «10 лет Центральному казачьему войску», «90 лет ДОСААФ», «80 лет академии ФСИН России». Награждён наградными крестами «За заслуги перед казачеством» IV, III и II степени, «За возрождение казачества», «За веру и службу России», медалью «За гуманизм и служение России», «За активную военно-патриотическую работу» и др.

## Сочинения
- Солнечный зайчик : [Стихотворение] // Трибуна колхозника : (Мордовская АССР). — 1982. — 24 июля;
- «Солнечной нити — не оборвите…» : [Цикл стихов для детей] // Рязанская глубинка. — 2003. — № 26 (ноябрь);
- Притча о жизни : Стихи. — Рязань : Старт, 2003. — 96 с.;
- Мышь, Клава и другие : [отрывок из поэмы] // Вечерняя Рязань. — 2004. — 22 января;
- Собака Ру : маленькие поэмы для детей и взрослых / худож. А. С. Чиркова, Е. С. Чиркова. — Рязань : Старт, 2004. — 64 с. : ил;
- Грибы с глазами : нравчики : [стихотворения] / предисл. К. Паскаля. — Рязань : Сервис, 2004. — 40 с.
- Ходит-бродит болтовня : стихи для детей мл. шк. возраста / худож. А. С. Чиркова, Е. С. Чиркова. — Рязань : Старт, 2005. — 32 с.;
- Сердца сокровенный уголок : Песни и романсы // [предисл. Проект: «Новая песня России» О. Вороновой] — Рязань : Старт, 2005. — 40 с.
- Про Карла, Клару, Кларнет и Кораллы… : [стихотворение] / Читайка. // Ежемесячный журнал для детей № 8. — Москва.- 2006. C.32-33.
- Предтеча : пьесы / фото С. И. Новиков. — Рязань : Пресса, 2007. — 144 с. : фото;
- Радуга меж нами : избранное. [предисл. Б. Шишаева]. — Рязань : Академия ФСИН России, 2008. — 80 с.;
- Благодать пробуждения: стихи. — Рязань : Издательство Академии ФСИН России, 2010. — 40 с.;
- Казачья доля : стихи / [предисл. В. Хомякова]. - Рязань : Академия ФСИН России, 2013. - 92,
- Корни : стихи. — Рязань : Издательство ГУП РО «Рязоблтипография», 2016. — 96 с.
- Штрихи : книга стихов / [предисл. О. Вороновой]. - Москва : Издательство Российского союза писателей, 2017. - 296 с.
- Крутьков род : роман / [предисл. Н. Ибрагимова].Рязань : Издательство ГУП РО "Рязоблтипография", 2018. - 320 с.
- Благодать пробуждения : избранное. - Москва : Общество развития русского исторического просвещения "Двуглавый орел", 2019. 72 с.
- Светочи земли Рязанской : стихи. – Рязань : РОСБС, 2020. - 84 с.
- Мы знали рай : стихи (предисл. К. Паскаля).  Рязань : РОСБС,  2023 - 200 с.
- Мелодия слов : песни и романсы (предисл. А. Ермакова). Рязань : Издательство ГУП РО "Рязанская областная типография, 2023. -48 с.
- Медвежий сон : сказка. - Рязань : Издательство ГУП РО "Рязанская областная типография, 2024. - 64 с. : ил.
- Души незримый свет : стихи. - Рязань : Издательство ГБУК РО "РОСБС", 2025. - 48 с.